# Baishu, Sichuan
Baishu (kinesiska: 柏树镇, 柏树) är en köping i Kina. Den ligger i provinsen Sichuan, i den sydvästra delen av landet, omkring 350 kilometer öster om provinshuvudstaden Chengdu. Antalet invånare är 15 929. Befolkningen består av 7 873 kvinnor och 8 056 män. Barn under 15 år utgör 21,0 %, vuxna 15-64 år 64 %, och äldre över 65 år 14,0 %.
Genomsnittlig årsnederbörd är 1 751 millimeter. Den regnigaste månaden är september, med i genomsnitt 350 mm nederbörd, och den torraste är december, med 13 mm nederbörd.